# Tor Norberg
Erik Tor Waldemar (Tor) Norberg  (Skapar Hålta, 17 december 1888 - Clearwater, 4 augustus 1972) was een Zweeds turner.
Norberg nam deel aan de Olympische Zomerspelen 1908 en won daar met het Zweedse team de gouden medaille in de teamwedstrijd. Norberg emigreerde in 1908 naar de Verenigde Staten waar hij in 1972 overleed.

## Olympische Zomerspelen
| Jaar | Plaats | Resultaten |
| ---- | ------ | ---------- |
| 1908 | Londen | team       |